# Liatongus tuberculicollis
Liatongus tuberculicollis är en skalbaggsart som beskrevs av Felsche 1909. Liatongus tuberculicollis ingår i släktet Liatongus och familjen bladhorningar. Inga underarter finns listade i Catalogue of Life.